# Državna cesta D20
Die Državna cesta D20 (kroatisch für Nationalstraße D20) ist eine Hauptstraße in Kroatien.

## Verlauf

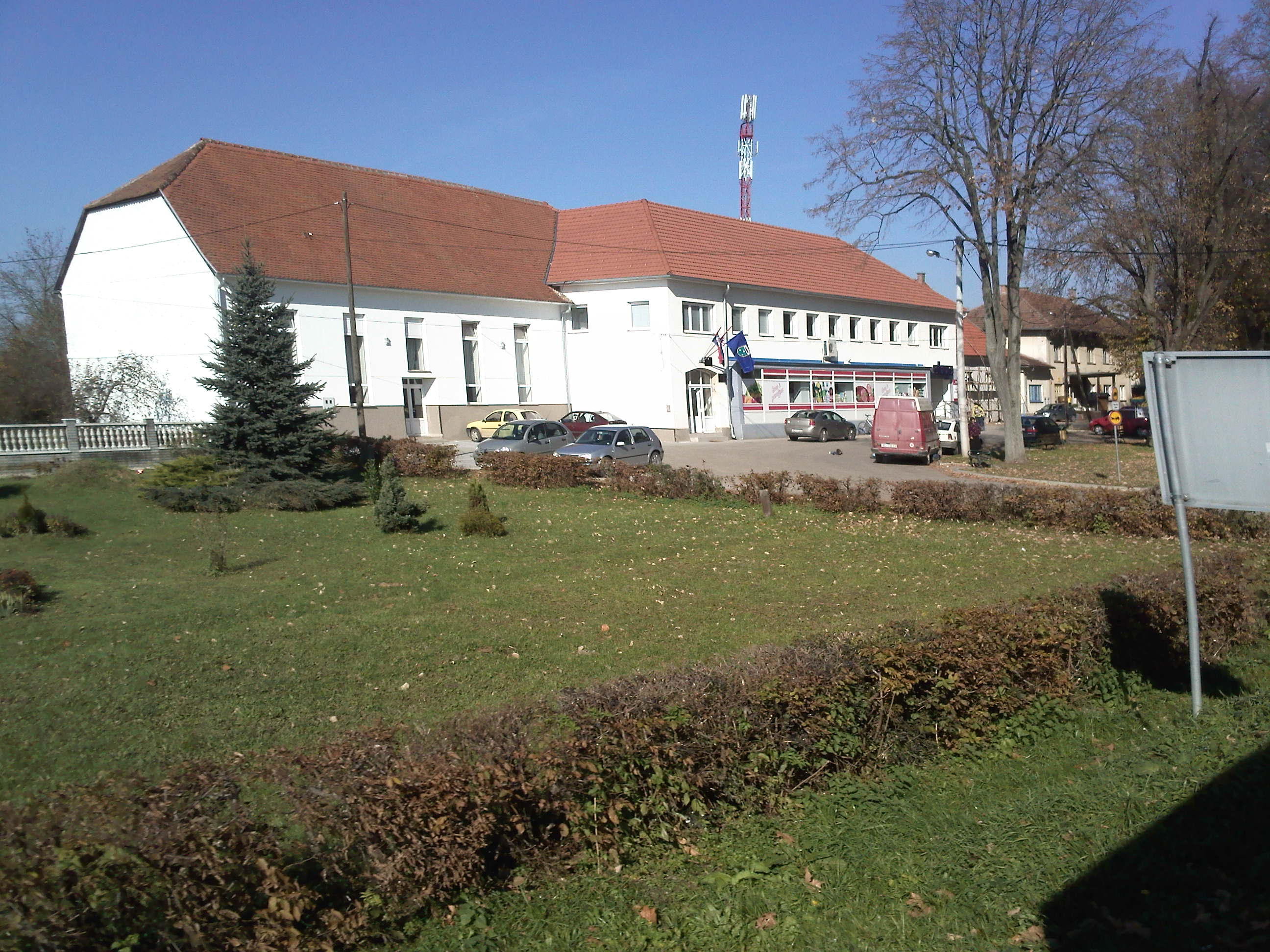
Drnje

Die Straße zweigt östlich von Čakovec von der Državna cesta D3 ab und kreuzt bei der gleichnamigen Anschlussstelle die Autobahn Autocesta A4 (Europastraße 65). Sie führt weiter über Prelog nahe dem nördlichen Ufer der aufgestauten Drau nach Osten, quert diesen Fluss bei Donja Dubrava, wendet sich nach Südosten und endet in Drnje an der Državna cesta D41 9 km nordöstlich von Koprivnica.
Die Länge der Straße beträgt 50,4 km.